# کهلیک بلاغی (مشگین‌شهر)
کهلیک بلاغی یک روستا در ایران است که در دهستان نقدی واقع شده‌است.